# Afroboletus
Afroboletus là một chi nấm thuộc họ Boletaceae.

## Danh sách loài
- Afroboletus azureotinctus
- Afroboletus costatisporus
- Afroboletus elegans
- Afroboletus lepidellus
- Afroboletus luteolus
- Afroboletus multijugus
- Afroboletus pterosporus